# Beverly Fleitz
Beverley Joyce Baker Fleitz, ameriška tenisačica, * 13. marec 1930, Providence, Rhode Island, ZDA, † 29. april 2014, Long Beach, Kalifornija, ZDA.
V posamični konkurenci je največji uspeh kariere dosegla leta 1955, ko se je uvrstila v finale turnirja za Prvenstvo Anglije, kjer jo je v dveh nizih premagala Louise Brough. Na turnirjih za Amatersko prvenstvo Francije se je najdlje uvrstila v polfinale leta 1955, na turnirjih za Nacionalno prvenstvo ZDA pa v četrtfinale štirikrat. V konkurenci ženskih dvojic je osvojila turnir za Amatersko prvenstvo Francije skupaj z Darlene Hard leta 1955, na turnirju za Prvenstvo Anglije pa se je leta 1959 uvrstila v finale skupaj s Christine Truman.

## Finali Grand Slamov

### Posamično (1)

#### Porazi (1)
| Leto | Turnir            | Nasprotnica v finalu | Rezultat finala |
| 1955 | Prvenstvo Anglije | Louise Brough        | 5–7, 6–8        |

### Ženske dvojice (2)

#### Zmage (1)
| Leto | Turnir                       | Partnerica   | Nasprotnici v finalu          | Rezultat finala |
| 1955 | Amatersko prvenstvo Francije | Darlene Hard | Shirley Bloomer Patricia Ward | 7–5, 6–8, 13–11 |

#### Porazi (1)
| Leto | Turnir            | Partnerica       | Nasprotnici v finalu     | Rezultat finala |
| 1959 | Prvenstvo Anglije | Christine Truman | Jeanne Arth Darlene Hard | 6–2, 2–6, 3–6   |